# E.Leclerc
E.Leclerc is een Franse hypermarktketen opgericht in 1949 door Édouard Leclerc, met vestigingen in Frankrijk, Italië (samen met Conad), Polen, Spanje, Andorra en Slovenië. De onderneming bestaat uit de onderdelen E.Leclerc (hypermarkten) en E.Leclerc Tankstations. Het bedrijf is niet beursgenoteerd.
Leclerc maakte deel uit van het inkoopverband Coopernic, waartoe ook het Belgische Colruyt, het Duitse Rewe, het Zwitserse Coop en het Italiaanse Conad behoorden. De overige partners vertrokken uit dit verbond in 2013. Begin 2015 traden nieuwe partners, waaronder Delhaize, toe tot Coopernic. In 2016 werd een nieuw aankoopverband gesloten tussen Leclerc en Rewe. Datzelfde jaar werd ook bekend dat Ahold Delhaize lid blijft van Coopernic, naast de inkooporganisatie AMS.

## Geschiedenis
- 1949: Edouard Leclerc opent zijn eerste winkel in Landerneau in Bretagne
- 1960: Het 60e filiaal van E.LECLERC opent in Issy-les-Moulineaux
- 1969: De eerste hypermarkt wordt geopend in Gouesnou nabij Brest
- 1969: 75 vestigingen verlaten de onderneming en vormen Intermarché
- 1979: Leclerc begint een oliebedrijf SIPLEC
- 1992: Leclerc opent filialen in Spanje